# Almirante Brown (forskningsstation)
Almirante Brown (Spanska: Estación Científica Almirante Brown, ibland Estación Brown) är en argentinsk forskningsstation belägen vid Danco-kusten (Graham Land) på den Antarktiska halvön. Den har fått sitt namn efter Amiral William Brown, som grundade den argentinska flottan. Stationen var en permanentbas 1951-1984, men används numer bara på sommaren. Den är en av Argentinas 13 stationer i Antarktis.
Den högsta punkten i närheten är 1 745 meter över havet, 5,4 km söder om Almirante Brown Antarctic Base. Närmaste befolkade plats är Gonzalez Videla Station, 8,1 km norr om Almirante Brown Antarctic Base.

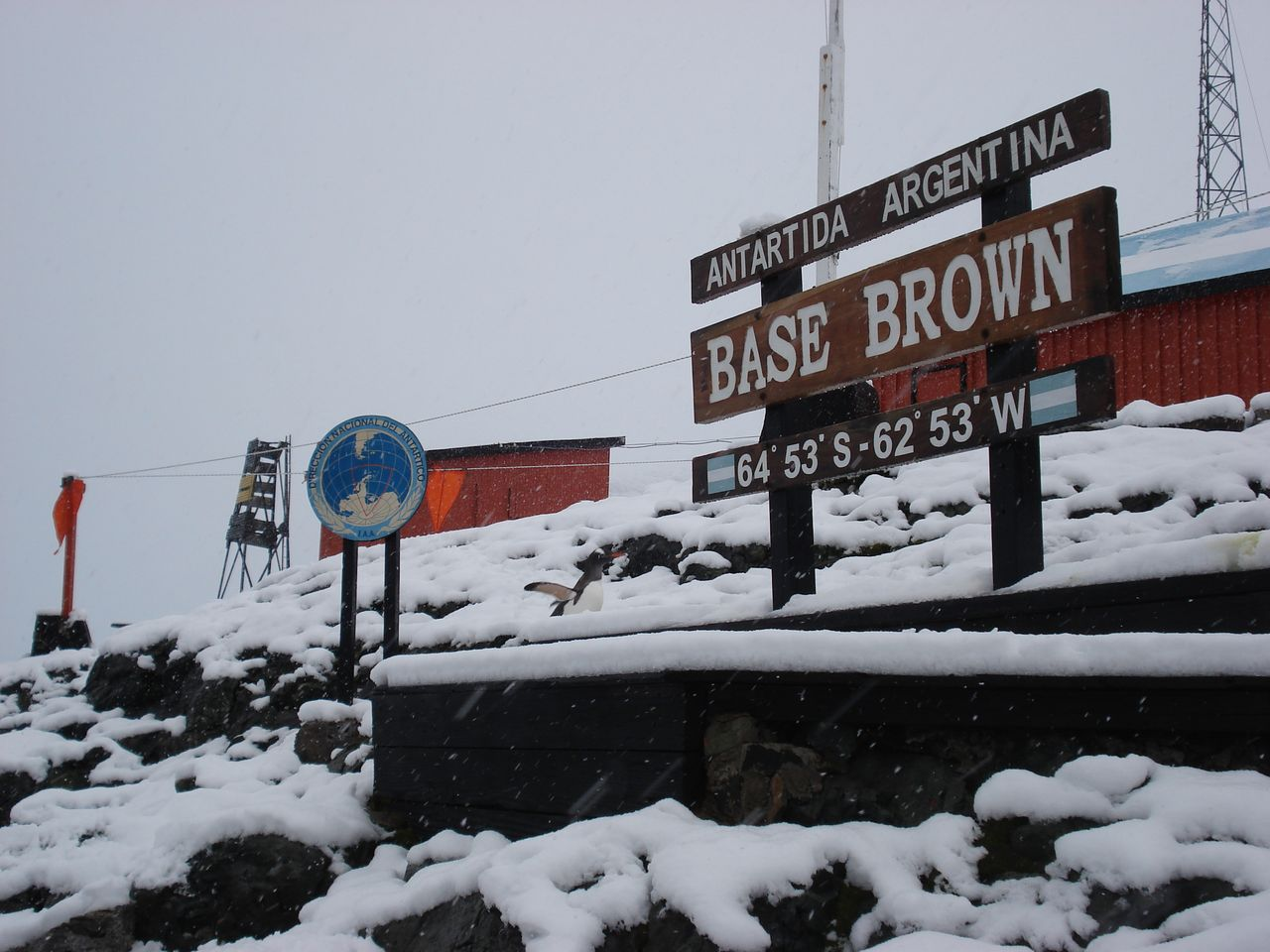
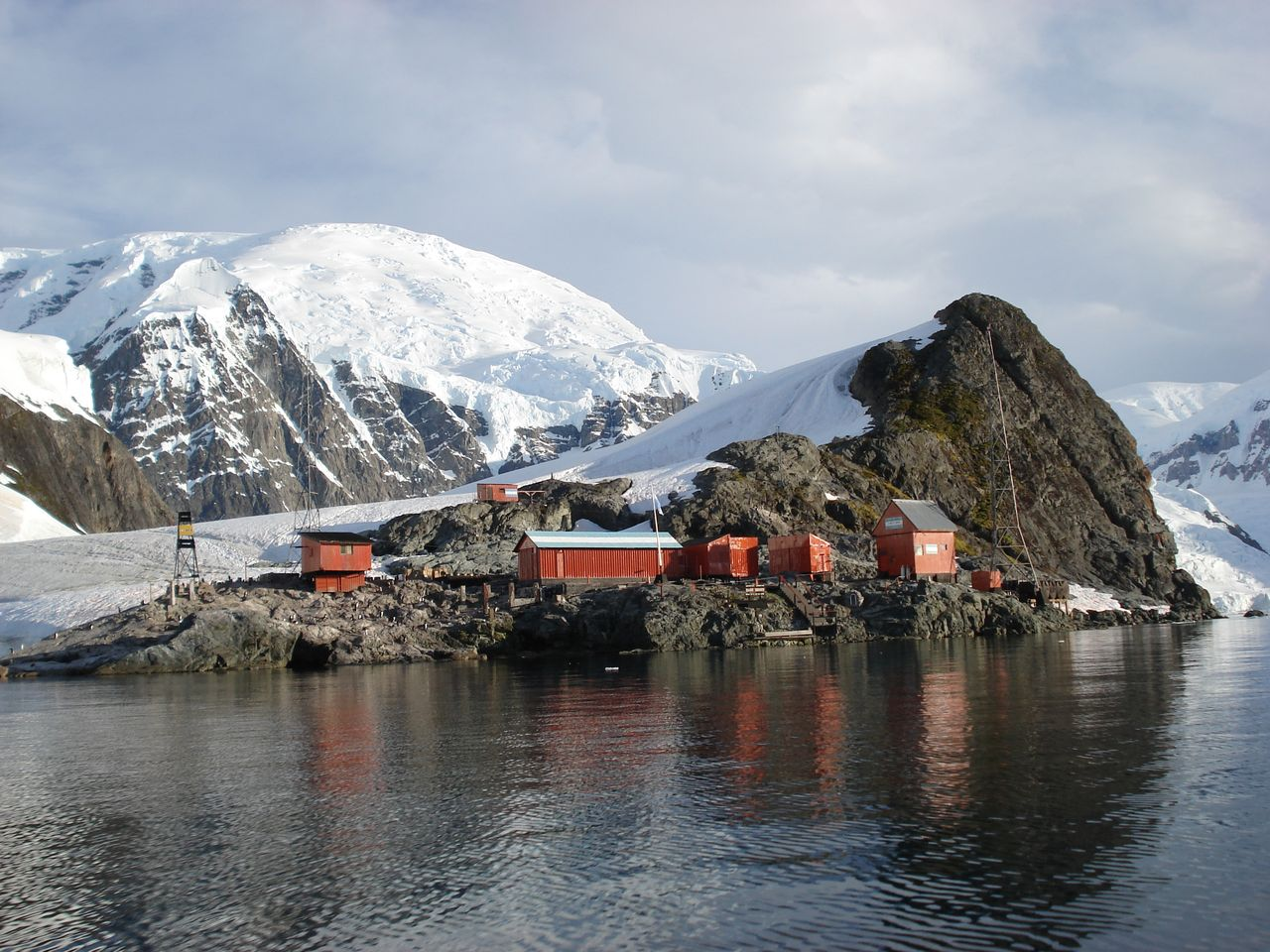
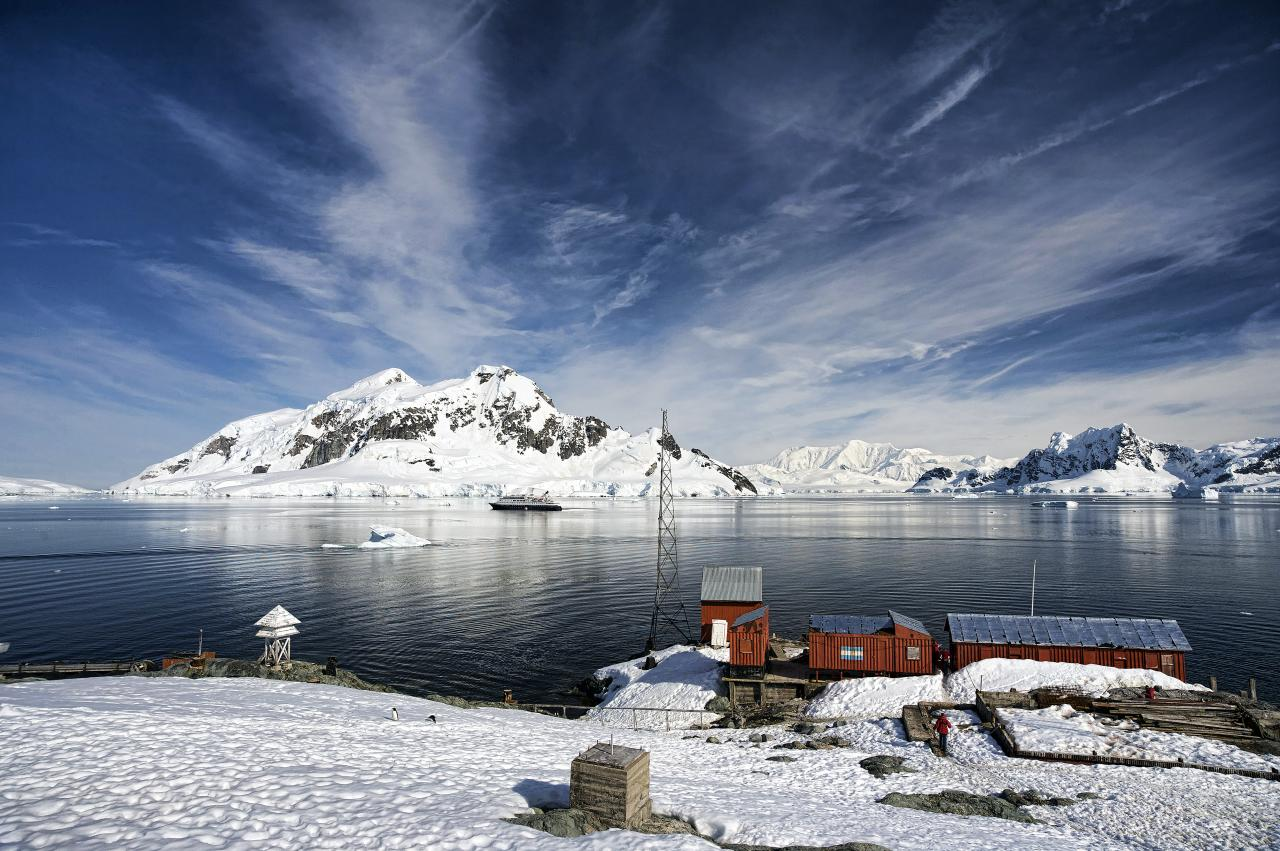
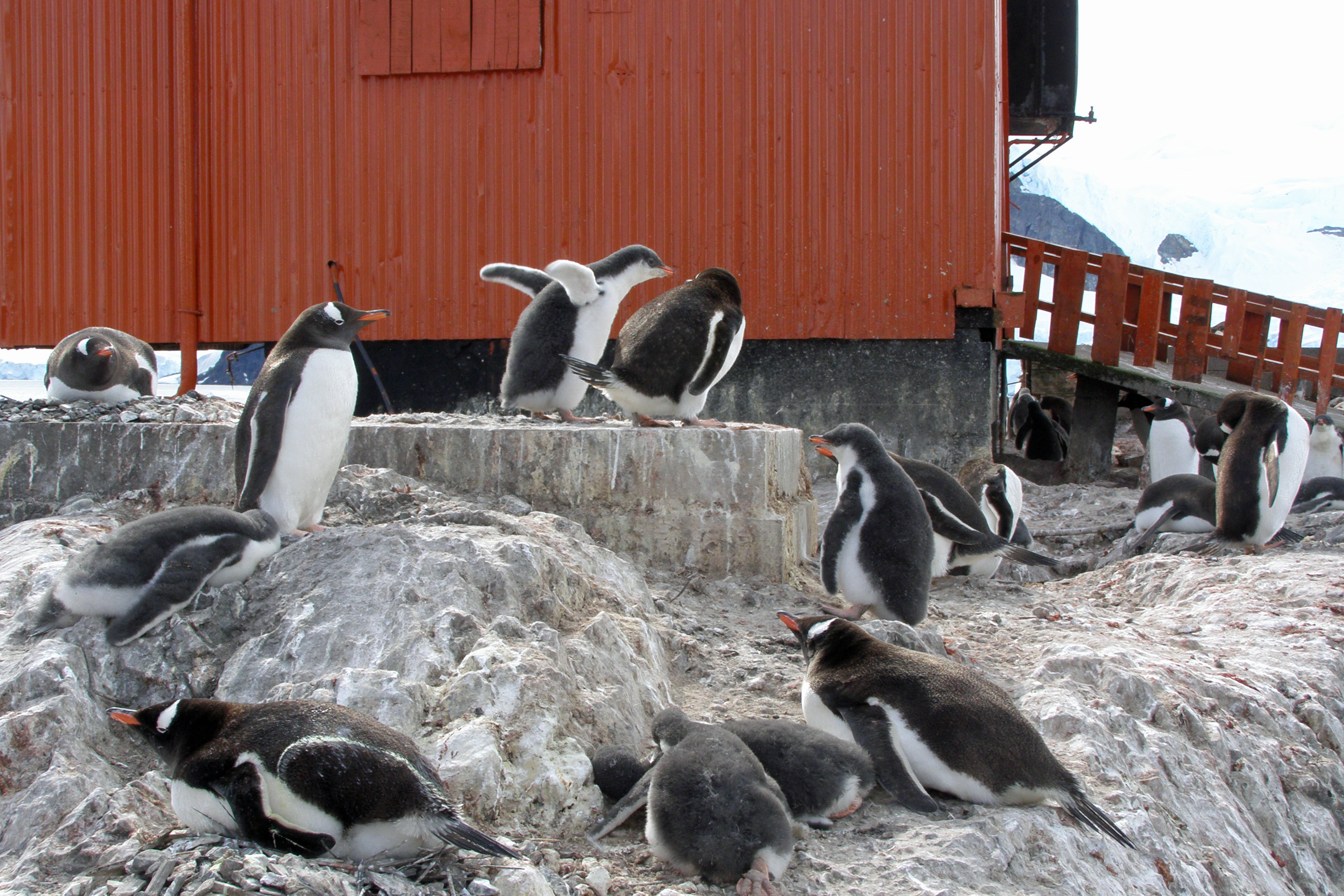